# Mama Weer All Crazee Now
«Mama Weer All Crazee Now» es una canción originalmente grabada en 1972 por la banda de rock británica Slade y publicada en su álbum Slayed?. Escrita por Jim Lea y Noddy Holder y producida por Chas Chandler, fue el tercer sencillo número uno en las listas de éxitos británicas de Slade. En los Estados Unidos no logró igual repercusión, posicionándose en la casilla #76. Ha sido interpretada por bandas como Quiet Riot, Mama's Boys, The Runaways, Reel Big Fish y una versión en español a cargo de Ángeles del Infierno.

## Lista de canciones
Sencillo 7"
1. «Mama Weer All Crazee Now» - 3:43
2. «Man Who Speaks Evil» - 3:15

## Créditos
- Noddy Holder: voz, guitarra
- Jim Lea: bajo
- Dave Hill: guitarra
- Don Powell: batería